# ديفيد ديل (رجل أعمال)
ديفيد ديل (بالإنجليزية: David Dale)‏ (1739 - 1806). أحد رواد الصناعة والتجارة في عصر التنوير الإسكتلندي في نهاية القرن الثامن عشر، كان ديل من أنجح رجال الأعمال في عدد من المجالات، لا سيما في مجال غزل القطن، فقد أسَّس مصانع القطن الشهيرة في نيو لانارك، وصف المؤرخ الإسكتلندي البارز البروفيسور توم ديفين دايل أنه »أعظم مُصنع قطن في عصره في اسكتلندا«.
جذب مصنع نيو لانارك الزوار من جميع أنحاء العالم، تزوجت كارولين ابنة ديل من رجل الأعمال روبرت أوين في عام 1799، وبحلول عام 1800 باع ديل المصانع لمجموعة من رجال الأعمال بقيادة صهره روبرت أوين. نظر أوين -ذو الفكر الاشتراكي- إلى مصانع نيو لانارك كمكان لاختبار نظامه الاجتماعي الاشتراكي الجديد، إذ كان التعليم بالنسبة له هو المفتاح الأساسي لتكوين شخصية الفرد، أدار أوين نيو لانارك بهذه الطريقة لمدة 25 عامًا تقريبًا، واستمر هذا المكان كقبلة للسياح والزوار من كل أنحاء العالم.

## نشأته
ولد ديفيد ديل في ستيوارتون-أيرشاير في عام 1739، كان والده وليام ديل تاجرًا، وقد عمل ديفيد في طفولته كراعٍ للماشية، لم تكن العائلة ثرية لكنها لم تعاني من الفقر والجوع الذي كان يفتك بالمزارعين والقرويين في تلك الفترة، لا يعرف بالضبط تاريخ ولادة ديفيد ولكنَّ سجلات الكنيسة تظهر أنه تعمَّد في 14 يناير 1739.
بدأ والد ديفيد بتدريبه على فنون الحياكة اليدوية في بيسلي، ثم أصبح وكيلًا لغزل القطن في هاميلتون، وفي عام 1763 وصل إلى مدينة غلاسكو، حيث بدء كتاجر نسيج صغير، ثم ما لبث أن بدء باستيراد خيوط الكتان من فرنسا وهولندا.
نمت أعمال ديل بسرعة، وأصبح أحد أثرى تجار المدينة، وفي عام 1777 عندما كان عمره 38 عامًا تزوج من آن كارولين كامبل البالغة من العمر 24 عامًا، كان والد كارولين الراحل هو الرئيس التنفيذي لبنك اسكتلندا الملكي، احتاج التاجر الثري إلى منزل مناسب لوضعه الاجتماعي الجديد، وبحلول عام 1783 كان لديه قصر كبير في شارع شارلوت الشهير في غلاسكو. عاش الزوجان معًا لمدة 14 عامًا حتى وفاة كارولين المفاجئة. خلال هذه المدة، كانت قد أنجبت له تسعة أطفال، توفي أربعة منهم في صغرهم، بمن فيهم الابن الذكر الوحيد. كانت كارولين هي المولود البكر للزوجين والتي أصبحت لاحقًا زوجة رجل الأعمال الشهير روبرت أوين.

## السنوات المحورية في حياته
شهدت الفترة ما بين 1783-1785 تطورًا مهمًا في مسيرة ديل المهنية في عدد من المجالات، وبحلول عام 1785 لم يعد مجرد تاجر في مدينة غلاسكو بل أصبح رجل أعمال ومصرفيًا وصناعيًا.
انضم ديل إلى رجل الأعمال روبرت سكوت مونكريف من أدنبرة في عام 1783 لتأسيس أول فرع لغلاسكو في بنك رويال بنك أوف سكوتلاند، وفي غضون سنوات قليلة تجاوزت قيمة أعمال فرع غلاسكو مليون جنيه إسترليني، في ذلك الوقت لم تعد أمريكا مستعمرة بريطانية، ولم يعد تجار غلاسكو يعتمدون على تجارة التبغ بشكلٍ رئيسي، بل أصبحت صناعة النسيج والسكر هي مصدر الثروات الأساسي، كل ذلك خلق فرصة ذهبية أمام ديل لزيادة سمعته وتأثيره الاقتصادي من خلال إنشاء غرفة تجارة غلاسكو، والتي كانت الأولى من نوعها في بريطانيا، تولى ديل رئاسة مجلس الإدارة، وانضم إلى تجار كبار مثل جيمس أوزوالد، وجيمس دينستون، وجون غلاسفورد، وتوماس بوكانان، والعديد من الأسماء الأخرى، والذين سيطروا على تجارة التبغ والسكر والنسيج والفحم. أصبح ديل شخصية مهمة في الحياة التجارية في غلاسكو وظل تأثيره كبيرًا في غرفة التجارة حتى وفاته.
في عام 1784 زار رجل الأعمال البريطاني ريتشارد أركرايت اسكتلندا بناءً على طلب من جورج ديمبستر، قام ديفيد ديل وجورج ديمبستر بمرافقة آركرايت إلى نيو لانارك، اتفق الشركاء الثلاثة على إنشاء ما سيصبح لاحقًا أهم مُجمع صناعي لغزل القطن في أوروبا بأسرها.

## نيو لانارك
بدأت أعمال البناء على الفور في المجمع الصناعي، وكان تصميم الأبنية يشبه النموذج الموجود في مصانع أركرايت في كرومفورد، أرسل الرجال والفتيان من نيو لانارك إلى كرومفورد للتدرب على طريقة العمل والإنتاج في المصانع، وفي أوائل عام 1786 بدأت مصانع نيو لانارك بالعمل، ترك كل من ديمبستر وأركرايت الشركة بعد فترة قصيرة ليصبح ديل هو المالك الوحيد للمُجمع، وبحلول تسعينيات القرن التاسع عشر كان هناك ما يزيد عن 1400 شخص يعيشون ويعملون في المُجمَّع.
ازدهرت الأعمال بسرعة واستقطب المجمع آلاف الزوار، فمثلًا زار المنطقة أكثر من 3 آلاف زائر بين أعوام 1795 – 1799، جاء هؤلاء الزوار ليشاهدوا ويعرفوا بالضبط ما كان يحدث في نيو لانارك، وكان العديد منهم رجال أعمال ومالكي مصانع -بما في ذلك روبرت أوين- وكان بعضهم أيضًا من النبلاء والسياسيين وأعضاء الطبقة الأرستقراطية، بالإضافة إلى المحامين والمصرفيين والمعلمين والأطباء والعلماء. جاء عددٌ كبير من هؤلاء الزوار من خارج بريطانيا، كالدول الأوروبية مثل إسبانيا، وألمانيا، وإيطاليا، والبرتغال، والنرويج، ومن عدة ولايات أمريكية مثل نيويورك، وكنتاكي، وفرجينيا، وبوسطن، وجورجيا، وكارولينا الشمالية، ومن أماكن ودول أبعد كجامايكا، وأنتيغوا، وغرينادا، وإفريقيا، والهند.
لماذا كان يأتي هؤلاء؟ وما الذي كانوا يأتون لرؤيته بالضبط؟ لقد جذبت مصانع النسيج الناجحة أنظار الجميع، ولكن الأكثر أهمية بالنسبة لهم كان هذا المجتمع الصناعي النموذجي، وربما يكون هو المكان الأول الذي قام فيه مجتمع يجمع الأعمال التجارية والعمل الخيري والتعليم في كل بريطانيا.

## الأعمال الخيرية والنشاط المدني
رأينا حتى الآن كيف كان ديفيد ديل رجل أعمال ناجح للغاية، لكنه اشتهر أيضًا لمشاركته في المشاريع الخيرية، ليس فقط كمتبرع، بل مدير ومشرف على هذه الأعمال أيضًا، تحدثت العديد من التقارير الصحفية عن صدق ديل ولطفه وإحسانه وأعماله الصالحة ونشاطه المدني العام، ويبدو أن الكثير من هذه الأعمال الخيرية يعود لمعتقداته الدينية، فقد كان مسيحيًا إنجيليًا ملتزمًا، وغالبًا ما قدم العظات في أيام الأحد في كنائس غلاسكو.
استحق ديل سمعته عن جدارة، فقد تبرع بأموال طائلة لدعم المشاريع الخيرية بشكل منتظم. من بين هذه المشاريع صندوق هوارد لإصلاح السجون، والمؤسسة الخيرية للجنود المصابين، والمستشفى الملكي في إينفيرنيس، وأكاديمية بيرث، وجمعية غلاسكو الإنسانية التي وافق أن يصبح مديرها.
تجلت رغبة ديل في مساعدة المحتاجين في التزامه بإنشاء ودعم مؤسستين عامتين في غلاسكو، الأولى هي مستشفى البلدة التي عمل لمدة عشرين عامًا كمدير لها، والثانية هي مستشفى غلاسكو الملكي، الذي كان يهدف لاستقبال المرضى الفقراء في غرب اسكتلندا، شارك ديل في هذا المشروع ودعمه منذ بدايته في عام 1788، فترأس الفريق الذي جمع التبرعات، واشترى الأرض وأشرف على أعمال البناء والتصميم، واشترك بمبلغ 200 جنيه إسترليني من ماله الخاص، وعندما افتتح المبنى أخيرًا في عام 1795 عُيين ديل كمدير للمستشفى، والتزم بهذه القضية بشكل كبير، وقضى بقية حياته كمدير أو عضو مجلس إدارة فيها، لم يكسب ديل شيئًا شخصيًا من هذا الالتزام، لأن المستشفى كان مجانيًا ومخصصًا للفقراء، ومع ذلك كان لديه الحق في إحالة عدد من عماله ليتلقوا العلاج في المستشفى بصفته مديرًا ومتبرعًا رئيسيًا فيها، وقد أحال شخصيًا 64 عامل من عماله بين أعوام 1795 و1803.

## النهاية
توفي ديفيد ديل في منزله في شارع شارلوت، وسط غلاسكو في مارس 1806، تجمعت حشود ضخمة للمشاركة في تشييع جثمانه في شوارع غلاسكو، ودفن في مقبرة رامشورن في وسط غلاسكو. نعي ديل في جميع الصحف البريطانية بما في ذلك صحيفة لندن تايمز الشهيرة.